# Ferdinand Duviard
 (février 2023).
Si vous disposez d'ouvrages ou d'articles de référence ou si vous connaissez des sites web de qualité traitant du thème abordé ici, merci de compléter l'article en donnant les références utiles à sa vérifiabilité et en les liant à la section « Notes et références ».
Ferdinand Duviard, né Ferdinand Jean Marie Valentin Duviard le 11 juin 1889 à Fontenay-sous-Bois (Val-de-Marne) et mort le 2 février 1965 à La Roche-sur-Yon (Vendée), est un professeur de Lettres, écrivain, critique littéraire et espérantophone français, cofondateur de la "Franca Federacio de Junaj Esperantistoj" (Fédération française des jeunes espérantophones).

## Biographie
Ferdinand Duviard est le fils de Ferdinand Auguste Emile Duviard (1859-1949) et de Valentine Clotilde Fabre (1858-1942), fille du romancier Ferdinand Fabre (1827-1898).
Ferdinand a appris l'espéranto à l'âge de 16 ans en 1905, l'année du premier Congrès mondial d'espéranto tenu à Boulogne-sur-Mer.
Ferdinand Duviard édita le magazine "Juneco" ("Jeunesse") au cours des années 1909 et 1910, et il fut membre du "Lingva Komitato", le comité directeur de la langue espéranto, peu de temps après la fin de la Première Guerre mondiale.
En 1910, il épouse sa première femme, Elisabeth Antoinette Adam (1883-1965), dont il eut deux fils, Pierre (1911-2001) et Jacques (1915-2000), et une fille, Hélène (1912-2008). Ferdinand, Elisabeth et leurs trois enfants vécurent jusqu'en novembre 1915 rue Molière à La Roche-sur-Yon, avant de s'installer à Coulommiers.
Le couple divorça en 1924. Ferdinand Duviard se remaria l'année suivante avec Anna Marie Emma Marguerite Marsan (1906-1960), fondatrice des Éditions du Dimanche et fille de l'écrivain et critique littéraire Eugène Marsan (1882-1936), dont il eut un fils, (son quatrième enfant), François Eugène Duviard-Marsan (1926-2007) qui devint plus tard gouverneur du Rotary International et fut décoré par le Général de Gaulle de l'Ordre national du Mérite pour services rendus à la Santé Publique (1er importateur du matelas anti-escarre).
Mais Ferdinand Duviard divorça d'Anna Marsan le 19 décembre 1927 et se remaria avec sa première femme le 25 mai 1930. L'histoire de ces deux mariages est racontée, de manière romancée, par Ferdinand Duviard lui-même, dans son livre Le Bonheur.
Ferdinand Duviard était le beau-frère de Carlo Bourlet (1866-1913), un des contributeurs historiques avec Zamenhof de l'espéranto. La femme de Carlo Bourlet, Marie Thérèse Adam (1872-1923), était une sœur de la première (et troisième!) épouse de Ferdinand Duviard, Elisabeth Antoinette Adam.
En 1927, Ferdinand Duviard obtint son Doctorat ès-Lettres à l'Université d'Aix-Marseille, son sujet de thèse portant sur le romancier Ferdinand Fabre, son grand-père maternel. Il fit alors une carrière de professeur de lettres, d'écrivain et de critique littéraire.
En 1935, l'illustrateur Gabriel Charlopeau illustra le livre de Ferdinand Duviard "Aspects".
Avec le journaliste Charles Pichon, de Saumur, il cofondait la "Fédération française des jeunes espérantistes". Son nom apparaît dans l'Enciklopedio esperanto publié à Budapest en 1933.
Ferdinand Duviard est mort en 1965, il fut inhumé au cimetière de Saint-Gilles-Croix-de-Vie en Vendée. Une rue de La Roche-sur-Yon porte son nom en son honneur.
L'écrivain Dominique Duviard (1940-1983), petit-fils de Ferdinand Duviard, a contribué d'une préface à une réédition du livre "Les Cotillons barrés" en 1986.
L'une de ses petites-filles, Marie-José Duviard, Professeur et Chef d'Établissement de l'Éducation nationale, a fondé l'Association Espéranto Toulon Var en 2005 dont elle est la Présidente et enseigne bénévolement "notre belle langue internationale", langue pour laquelle elle a eu un véritable "coup de cœur".

## Œuvres
- 1926 : Un prédécesseur de Ferdinand Fabre: Balzac romancier clerical dans le Curé de Tours. (Thèse complémentaire présentée à la faculté des lettres de l'université d'Aix-Marseille), Cahors: Impr. Bergon, 55 p.
- 1927 : Ferdinand Fabre, 1827-1898, Cahors : Imprimerie A. Bergon, 349 p.
- 1928 : Les Cotillons barrés, Paris: Fasquelle, 188 p.  (ISBN 978-2-7188-0150-6)
- 1930 : Le Bonheur (roman), Paris: Fasquelle, 247 p.
- 1932 : Les Sauvagesses  (roman), p. 218, Paris Éditions Montaigne.
- 1933 : Le Lycée Sentimental, éditions Montaigne, 222 p.
- 1944 : La Fille au cotillon barré: Pièce de théâtre en 4 actes.
- 1947 : Anthologie des poètes français, XVe et XVIe Siècles, éditions Larousse.
- 1947 : Anthologie des poètes français, siècle XVIIe, éditions Larousse.
- 1952 : Pages choisies de Pierre Loti, (Introduction et notes de Ferdinand Duviard), coll. "Classiques illustrés Vaubourdolle", éditions Hachette, 1952.
- 1953 : Blaise Pascal. Pensées et opuscules : Textes choisis, éditions Hatier, rééditions 1965.
- 1954 : Anthologie des poètes français, XVIIIe siècle, éditions Larousse.
- 1954 : Anthologie des poètes français, XIXe siècle, éditions Larousse